# میخ‌به‌سر
میخ‌به‌سر (نام علمی: Styracocephalus) نام یک سرده از زیرراسته سهمگین‌سران است.